# Chanteau
 Chanteau  es una población y comuna francesa, situada en la región de Centro, departamento de Loiret, en el distrito de Orleans y cantón de Fleury-les-Aubrais.

## Demografía
| 195 | 186 | 316 | 899 | 993 | 1136 |
| Para los censos de 1962 a 1999 la población legal corresponde a la población sin duplicidades (Fuente: INSEE [Consultar]) |     |     |     |     |      |